# Commentariolus
Nikolausz Kopernikusz kb. 30 évvel a fő műve, a De Revolutionibus Orbium Coelestiumban előtt írta a Commentariolust, ami magyarra lefordítva Kis kommentárt jelent. Ebben vázolja fel a heliocentrikus világnézetét, amit később részletesebben kidolgozott. Ezt a művét soha nem adta ki nyomtatásban, mert úgy érezte, nem elég pontos, és félt, hogy nevetség tárgyává vált volna (nem az egyház miatt, mivel a reneszánszban az nagyon elfogadó volt az új nézetekkel szemben) - csak kéziratok formájában terjedt.
A mű egy rövid bevezetővel kezdődik, majd Kopernikusz felvázolja a posztulátumait, ezután külön kitér az akkoriban ismert bolygókra.